# Марусова, Анна Анатольевна
Анна Анатольевна Марусова (урожд. Карасёва, бел. Ганна Анатолеўна Марусава (Карасёва); род. 8 января 1978, Могилёв) — белорусская лучница, выступающая в соревнованиях в стрельбе из олимпийского лука. Серебряный призёр чемпионата мира, двукратный серебряный призёр Европейских игр. Участница Олимпийских игр 2020 года. Заслуженный мастер спорта Республики Беларусь (2024).

## Биография
Анна Карасёва родилась 8 января 1978 года.
Училась в Могилёвском государственном университете продовольствия.
После того, как вышла замуж за лучника Николая Марусова, участника чемпионатов мира, приняла его фамилию.
Начала заниматься спортом в возрасте 11 лет в Могилёве. По воспоминаниям Марусовой, она не задумывалась о спортивной карьере и в целом была неспортивным человеком, так что её не хотели брать ни в какую школьную группу. Единственным местом, где её приняли, оказалась группы по стрельбе из лука.
В 2007 году Анна Марусова выступила на чемпионате мира в Лейпциге, но в индивидуальном раунде заняла лишь 57-е место в предварительном раунде и в первом матче плей-офф уступила со счётом 100:101 турчанке Сейме Кайя, а в команде белорусские спортсменки стали лишь двадцатыми.
В 2009 году Марусова заняла четвёртое место на чемпионате мира в Корее в женском командном турнире, а в индивидуальном стала 48-й в рейтинговом раунде, победили Пламену Миткину из Болгарии в первом раунде, Майю Ягер из Дании во втором, но в третьем уступила китаянке Цзяни Чжу.
На чемпионате мира 2013 года в Турции впервые в карьере приняла участие в миксте, но стала лишь 23-й. В женском командном турнире сборная Белоруссии стала серебряным призёром. В индивидуальном первенстве Марусова сумела дойти лишь до 1/32 финала.
На Европейских играх 2015 года в Баку завоевала серебро в командном первенстве. Также приняла участие на чемпионате мира 2015 года в Копенгагене, но не сумела повторить лучших результатов в карьере — в личном турнире проиграла уже в первом раунде, а в команде белорусские лучницы стали лишь восемнадцатыми.
В 2017 году приняла участие на этапах Кубка мира. В Берлине она дошла до 1/32 финала в индивидуальном первенстве и 1/8 финала в смешанной команде, в Анталии в личном турнире стала 17-й, в миксте — седьмой.
В 2018 году приняла участие на чемпионате Европы в Легнице, где достигла стадий 1/16 финала как в команде, так и индивидуальном первенстве. В миксте достигла 1/8 финала.
В 2019 году Анна Марусова приняла участие на домашних Европейских играх, и второй раз в карьере стала серебряным призёром в командном турнире. В индивидуальном первенстве выбыла из борьбы за медали на стадии 1/16 финала. На Кубке мира в Анталии дошла до 1/32 финала в индивидуальном турнире. В том же году она приняла участие на чемпионате мира в Хертогенбосе. Белорусские лучницы достигли четвертьфинала в женском командном турнире, что гарантировало им путёвку на Олимпиаду и, соответственно, завоевание трёх мест в индивидуальном олимпийском турнире. В индивидуальном первенстве Марусова проиграла на стадии 1/32 финала.
В 2021 году Марусова приняла участие на третьем этапе Кубка мира в Париже, но проиграла в первом же матче плей-офф. Она также участвовала на чемпионате Европы в Анталии, где с женской командой дошла до 1/8 финала, а в индивидуальном первенстве — до 1/32 финала. На Олимпийских играх 2020 года, перенесённых из-за пандемии коронавируса на год, Марусова стала 49-й в рейтинговом раунде с 633 очками. Женская команда в первом раунде победила Китай (5:3), затем оказалась с тем же счётом точнее Японии, но в полуфинале проиграли будущим олимпийским чемпионкам из Южной Кореи (1:5), и с таким же счётом уступили в матче за бронзу против Германии. В первом раунде женского индивидуального первенства белорусская лучница попала на серебряного призёра Олимпиады-2016 Лизу Унрух из Германии и победила её со счётом 6:4, а затем оказалась точнее японки Адзусы Ямаути со счётом 6:0. В третьем раунде против Лучиллы Боари при счёте 5:5 по сетам потребовалась перестрелка, и итальянка  оказалась точнее и затем дошла до медали Игр.